# L'ombra nel sole/Tu piangevi
L'ombra nel sole/Tu piangevi è il quinto singolo di Don Backy, registrato con I Ribelli, pubblicato in Italia nel 1962.

## Tracce
Lato A
1. L'ombra nel sole – 2:15 (Detto Mariano, Michele Del Prete, Don Backy)

Lato B
1. Tu piangevi – 1:43 (Giuseppe Fanciulli, Guido Crapanzano, Michele Del Prete, Ricky Gianco)